# یواس‌اس اکبر (اس‌پی-۵۹۹)
یواس‌اس اکبر (اس‌پی-۵۹۹) (به انگلیسی: USS Akbar (SP-599)) یک کشتی بود که طول آن ۷۲ فوت ۶ اینچ (۲۲٫۱۰ متر) بود. این کشتی در سال ۱۹۱۵ ساخته شد.